# Varsó történelme

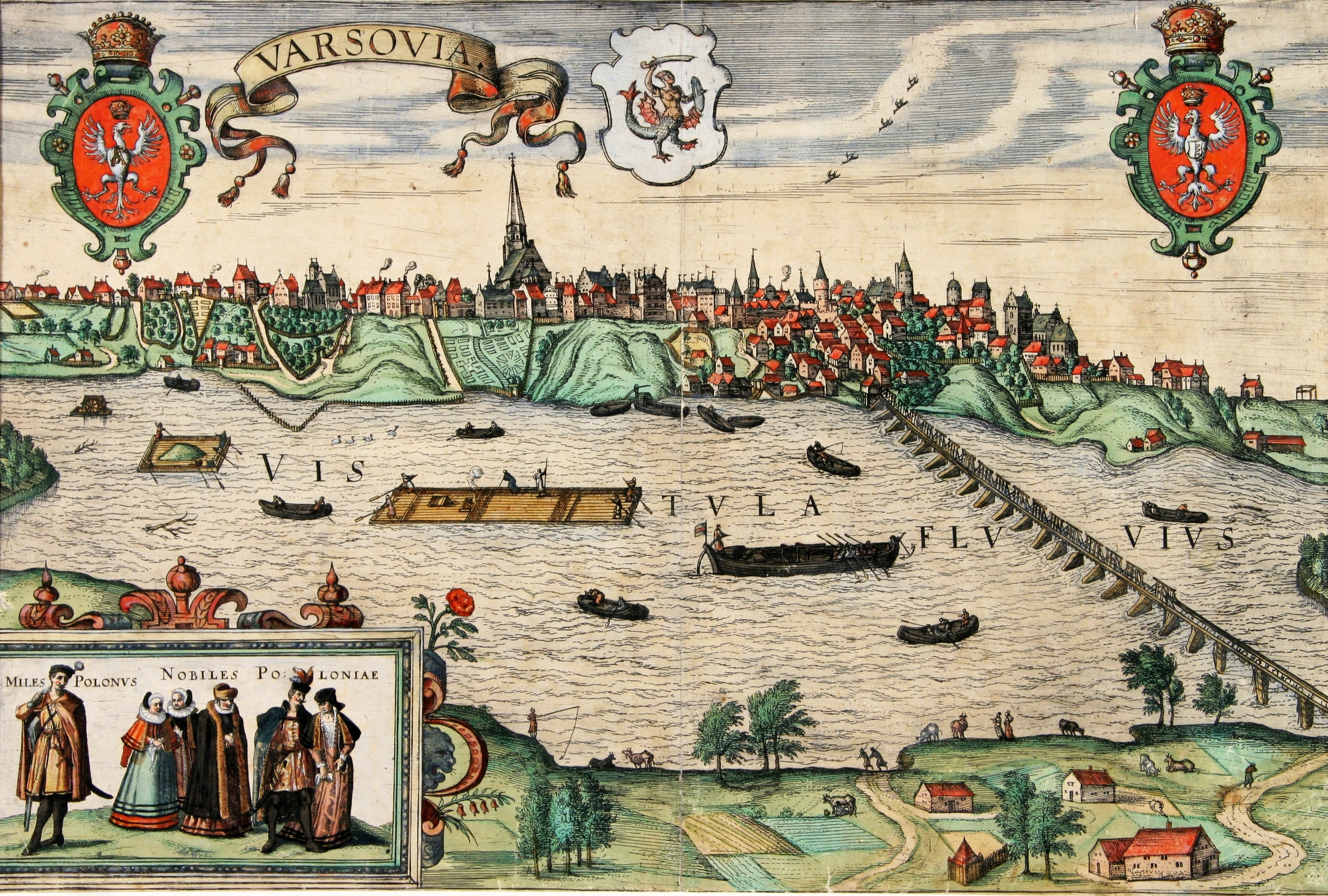
Varsó a 16. század végén a Frans Hogenberg képén (látható az első varsói híd)

Varsó történelme a 12. vagy 13. századig nyúlik vissza, amikor a Mazóviai Fejedelemség területén megalapították Jazdów városát (ma Ujazdów néven Varsó belvárosának egy részét képezi). A mai Varsó területén található Bródnowski erdő helyén korábban fából és földből épült falakkal körülvett települést (Bródno) hiba lenne Varsó elődjének tekinteni, hiszen maradványai csak 1916 óta tartoznak a városhoz. Varsó ma Lengyelország fővárosa és egyben legnagyobb városa is. Évszázadok alatt dicsőséges napjai mellett néhány alkalommal a teljes megsemmisülés is fenyegette. A város mai arculatát a második világháború rombolása utáni újjáépítés határozza meg.

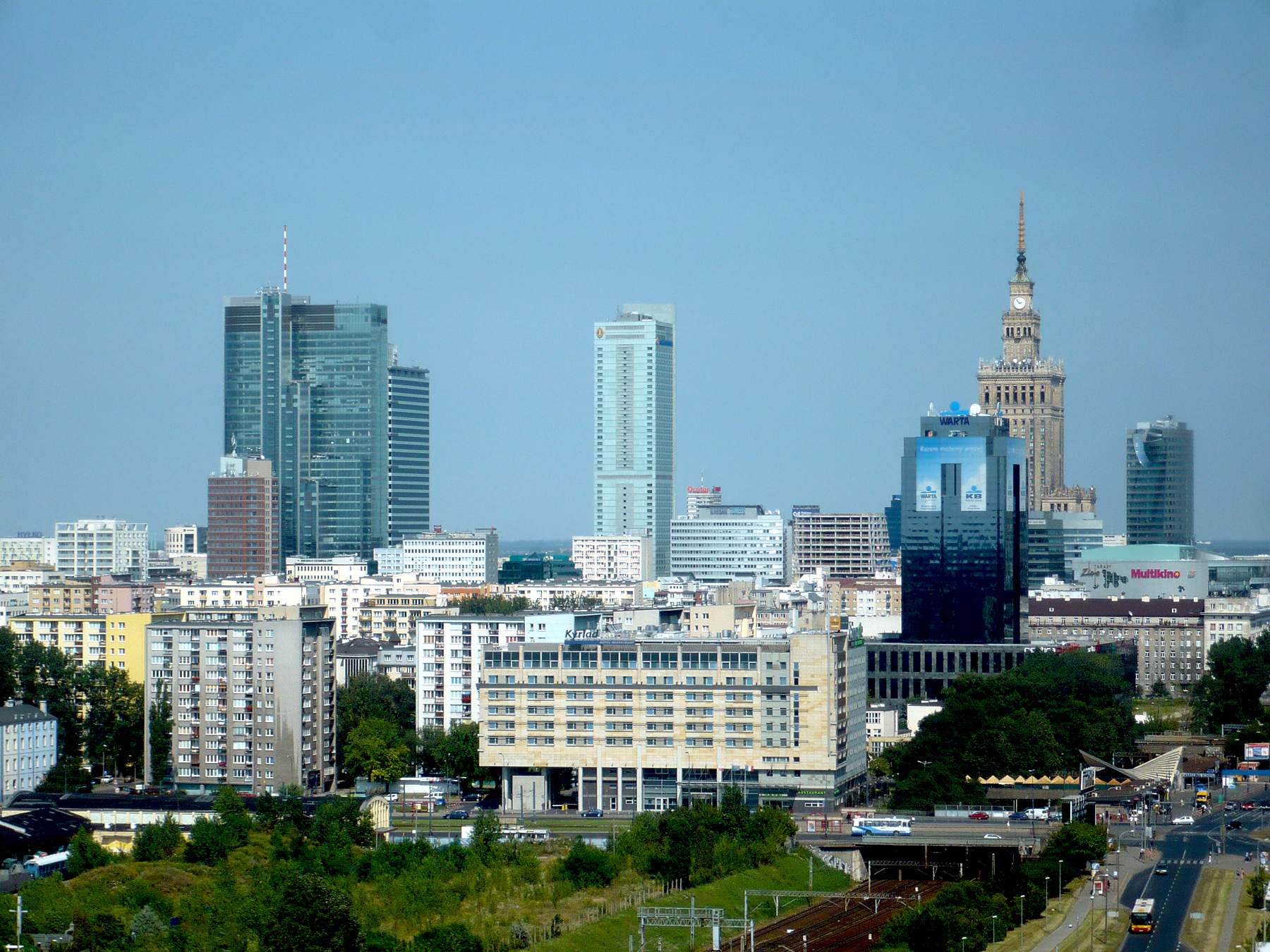
Varsó 2009-ben

## A mazóviai fejedelemségek kora

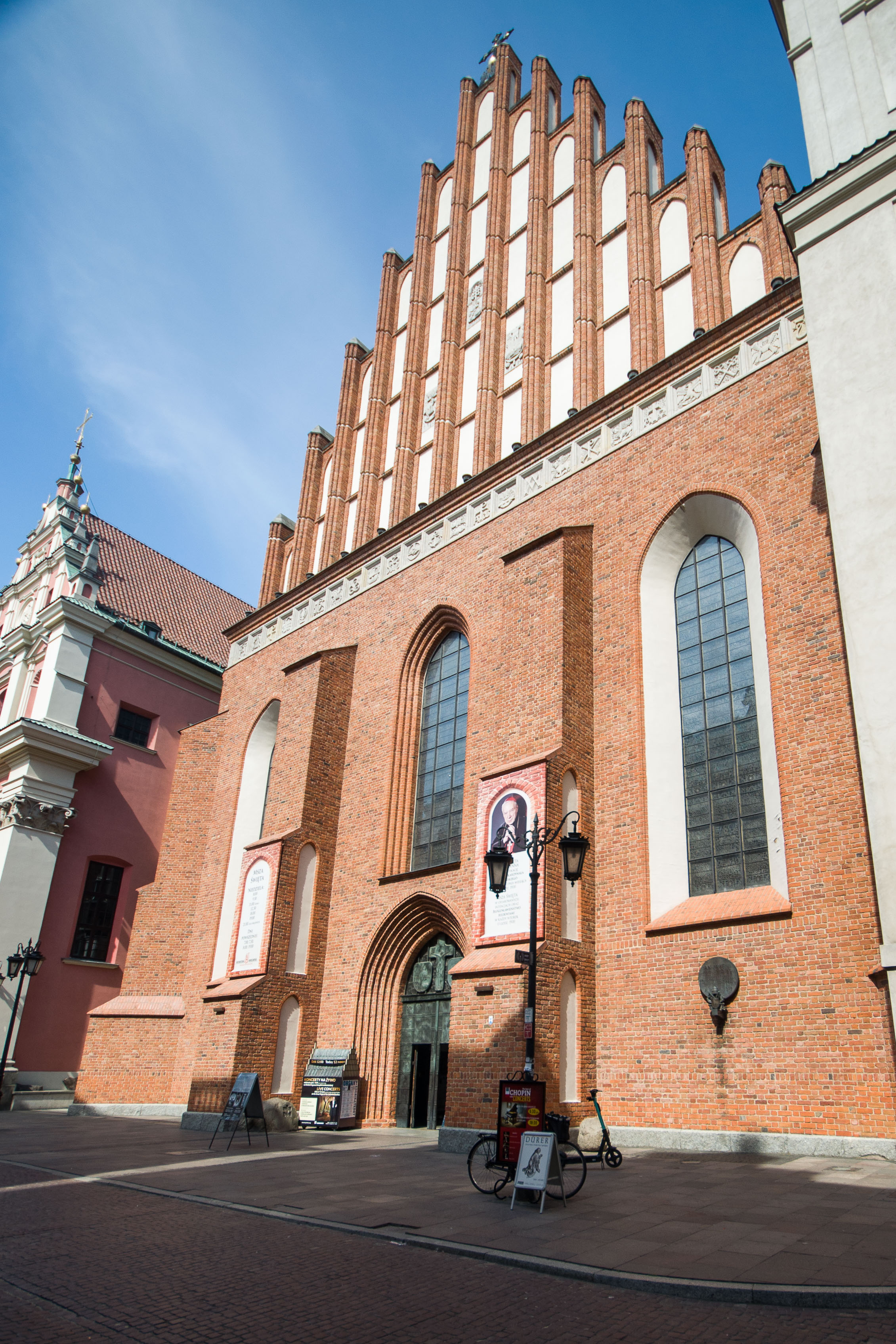
Szent János-főszékesegyház

Az első megerősített helység a mai Varsó területén Bródno (ejtsd: brudno) volt a 9–11. században. Ez a városka a mai Varsó északnyugati részén terült el. A régi Bródnót felégették egy felkelés során, amelyet egy mazóviai nagyúr, Miecław robbantott ki 1040 körül. 1065 körül megalapították Kamiont (ma Kamionek, lakótelep a Keleti pályaudvarhoz közel) a 12. században pedig Jazdówot (ma a Szejm épületéhez közel). 1262-ben Jazdówot felégették a litvánok, 1281-ben pedig II. Bolesław, Płock fejedelme lerohanta és hasonló települést alapított egy kis halászfalu területén, melyet Warszowának neveztek el. Ez Jazdówtól kb. 3 km-re északra volt. Itt Konrád, II. Bolesław bátyja építtetett egy favárat, melyet a litvánok szintén felégettek. Ezen a helyen a fejedelem felépíttetett egy téglatemplomot, amely azután a Szent János-főszékesegyház lett. A 14. század elején Warszowa lett a mazóviai fejedelem székhelye.
A legbiztosabb ismereteink Varsóról ezekből az időkből a perből származnak, amely 1339-ben zajlott a pápai képviselők részvétélével a Lengyel Királyság meg a Német Lovagrend között Kelet-Pomeránia és Chełmnói föld törvénytelen elfoglalásáról. A lengyelek nyerték a pert, de a keresztes lovagok nem tartották magukat az ítélethez.
A 14. században a Varsó gazdasága kézműiparon és kereskedelmen alapult. 1413-ban I. Janusz varsói fejedelem Varsóba tette át Mazóvia székhelyét. Népessége ekkor kb. 4500 lakos volt. Ebben az időben elkezdték újjáépíteni a várat, a városfalakat és a városházát. Kicsivel korábban megkezdődött a város terjeszkedése is – a fal északi oldalán megalakult a városrész, amelyet Újvárosnak neveztek, az eddigi várost pedig Óvárosnak kezdték nevezni. Ennek a két résznek a saját városi joga és saját vezetése volt. Az új város megalapításának célja az volt, hogy szabályozzák a letelepülését azoknak az új lakosoknak, akiknek nem volt szabad a régi városban lakni (főként zsidók).
Varsó polgárai, bár e időben azonos nemzetiségű voltak, gazdasági helyzetük tekintetében nagyon különböztek egymástól. Ezek a különbségek okozták 1525-ben az első felkelést, amelyet a szegények robbantottak ki a gazdagok ellen.

## 1526–1700-as évek

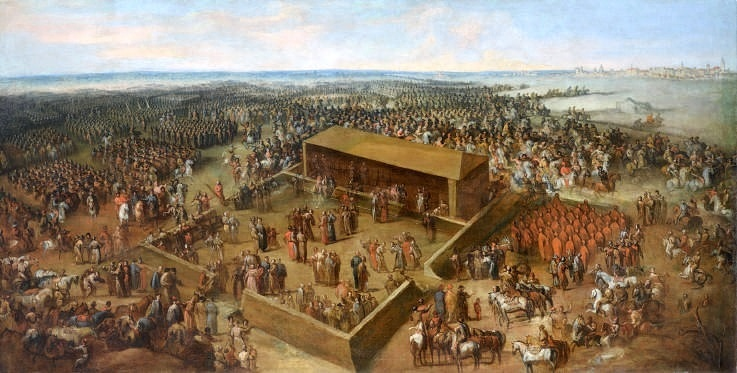
Szabad választás Wolában

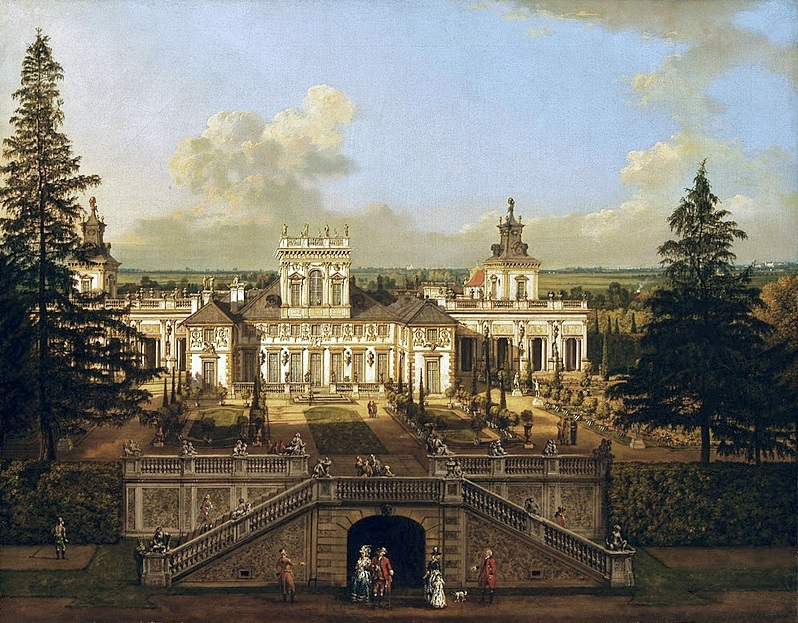
Palota Wilanówban 1770-ben

1526-ban meghalt az utolsó mazóviai herceg, III. Janusz (az akkori közvélemény szerint, megmérgezte őt Sforza Bona lengyel királyné, I. Zsigmond felesége). Ekkor az utolsó „szabad” mazóviai területet visszacsatolhatták a lengyel koronához, ami még ebben az évben megtörtént. 1529-ben először ülésezett a szejm Varsóban, 1569-től pedig (a lublini unió után) Varsó lett a szejm állandó helye. Varsó inkorporációja a Lengyel Királyságba gyors gazdasági fejlődést jelentett, amint azt a népesség növekedése is mutatja: ebben az időben 20 000 ember élt itt, 4500-zal több, mint 100 évvel korábban. Giovanni Battista di Quadro olasz építész reneszánsz stílusban építette át a várost.
1572-ben meghalt az utolsó király a Jagelló-házból, II. Zsigmond. A 1573-évi szejmen úgy döntöttek, hogy ettől fogva a nemesség választani fogja a királyt. Ugyanazon a szejmen döntöttek a Varsói Konföderációról, azaz a lengyel nemesség által kötött egyezségről, mely szentesítette a Lengyel Királyságban a vallásszabadságot; ez volt a vallási tolerancia első példája egész Európában. Az első „szabad választás” (lengyelül wolna elekcja) 1573 áprilisában és májusában zajlott Varsó külvárosban, Kamień falúban (ma Kamionek lakótelep, a Keleti pályaudvarhoz közel); a következők pedig (már 1575-től fogva, amikor Báthory István lengyel királlyá lett) egy másik külvárosi faluban mentek végbe – Wolában (most ez a Wola kerület központja).
A „szabad választásokkor” a wolai földön még 100 ezer felfegyverzett nemes is összegyűlt. Ez sok pénzt jelentett a varsóiaknak, de egyben azt is, hogy megnövekedett a bűnözés és vigyázni kellett lakóhelyeikre. Szintén 1573-ban elkészült az első állandó híd a Visztulán túl. Az építés 3 évig tartott. A hidat 1603-ban jégzajlás tette tönkre. 1602-ben légörvény tette tönkre a Székesegyház tornyát, 1607-ben pedig a tűzvészben leégtek a házak az Óvárosi piactér körül.
Tekintettel Varsó központi helyzetére – arra, hogy a Lengyel-Litván Államszövetség két fővárosa, Vilnius és Krakkó között található, Gdańsk viszonylagos közelségében (amit veszélyeztettek a svédek) – Varsó 1596-ban főváros és királyi székhely lett, III. Vasa Zsigmond király áttette ide székhelyét Krakkóból. A király döntését a krakkói Wawel tűzvésze is sürgette. A királyi építész, Santi Gucci elkezdte a varsói vár átépítését barokk stílusban. A munkálatok alatt a király időzött még Wawelben, de 1611-ben véglegesen átköltözött Varsóba – annak ellenére, hogy a munkálatok még 20 évig tartottak.
A következő években Varsó körül sok település alakult ki, ezek főurak, gazdag nemesek és kolostorok tulajdonai voltak, saját törvényhozással (azaz nem tartoztak a városi hatalom és bírók alá). A kerületeket jurydykának nevezték, kézművesek és kereskedők éltek itt. 1648-ban Praga (ma Varsó jobb parti része) megkapta a városi jogot.
A 17. század nagyon nehéz volt Varsónak. Bár a század első felében a város elég gyorsan fejlődött – pestisjárványai ellenére, melyekből a legnagyobbak az 1624–1625 és az 1652–1653 éviek – 1655-ben a svédjárással (lengyelül potop szwedzki, „svédözön”) ennek vége szakadt. 1655-ben és 1658-ban Varsót háromszor ostromolták meg, meghódították és tönkretették a külföldi hadseregek: svédek, brandenburgiak és erdélyiek (II. Rákóczi Györgyé). Sok értékes könyvet, képet, szobrot és más műalkotást raboltak el, főként a svédek (amiből sokat még nem adtak vissza). Jobb idők virradtak Varsóra, amikor III. Sobieski János 1674-ben királlyá lett. 1677-ben székhelyet kezdett építeni barokkos stílusban, ez nemsokára Wilanów néven lett híres.

## 1700–1795

Varsói jurydykák (18. század második fele): 1. Óváros, 2. Újváros, 3. Szymanowska, 4. Wielądka, 5. Parysowska, 6. Świętojerska, 7. Nowolipie, 8. Kapitulna (Zadzikowska), 9. Dziekania, 10. Leszno, 11. Tłumackie (Tłomackie), 12. Mariensztadt, 13. Dziekanka, 14. Wielopole, 15. Grzybów, 16. and 24. Bielino, 17. Stanisławów, 18. Aleksandria, 19. Nowoświecka, 20. Ordynacka, 21. Tamka-Kałęczyn, 22. Bożydar-Kałęczyn, 23. Nowogrodzka, 24. and 16. Bielino, 25. Solec, 26. Golędzinów, 27. Praga, 28. Skaryszew-Kamion

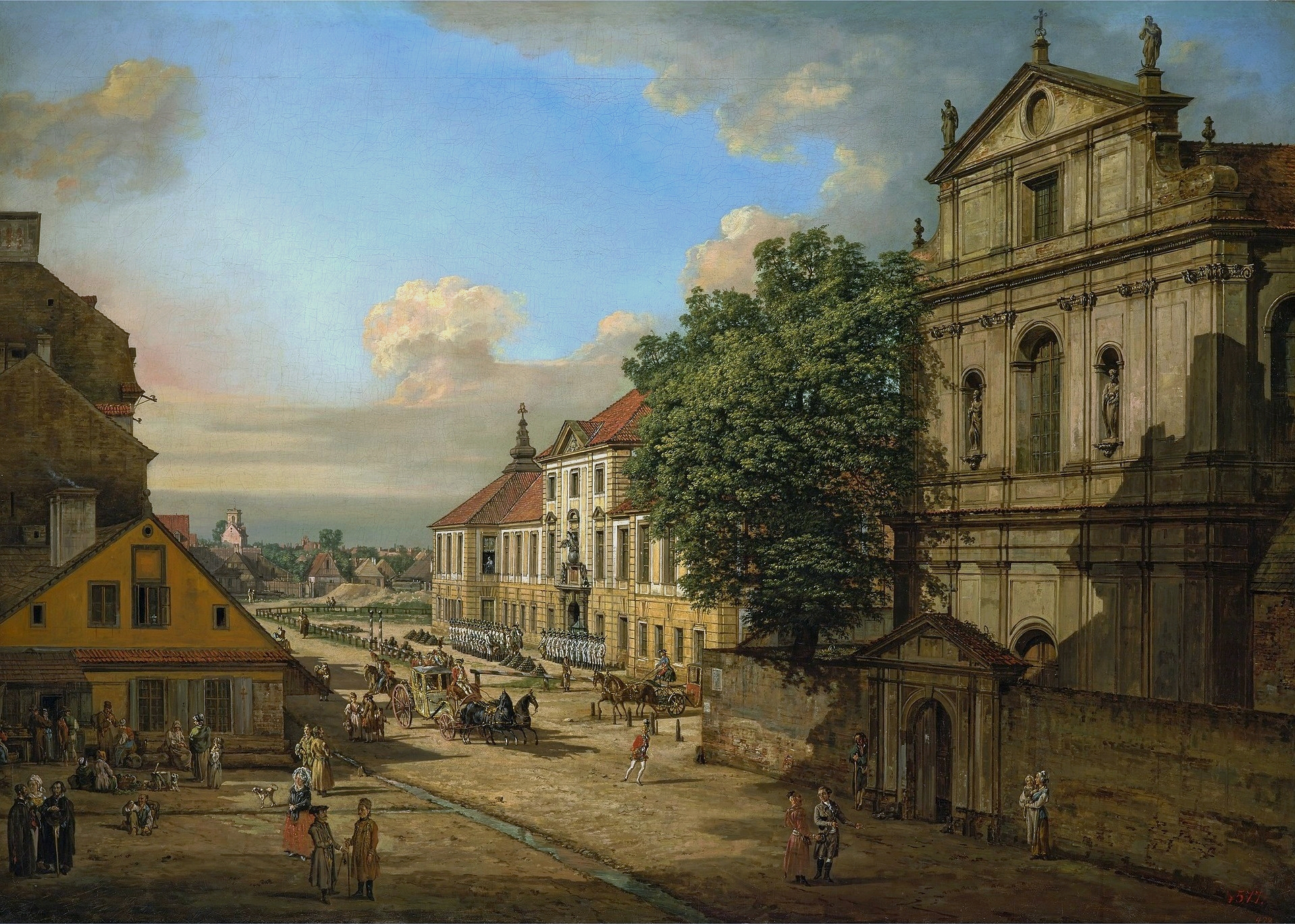
A Długa utca Canaletto képén (1770)

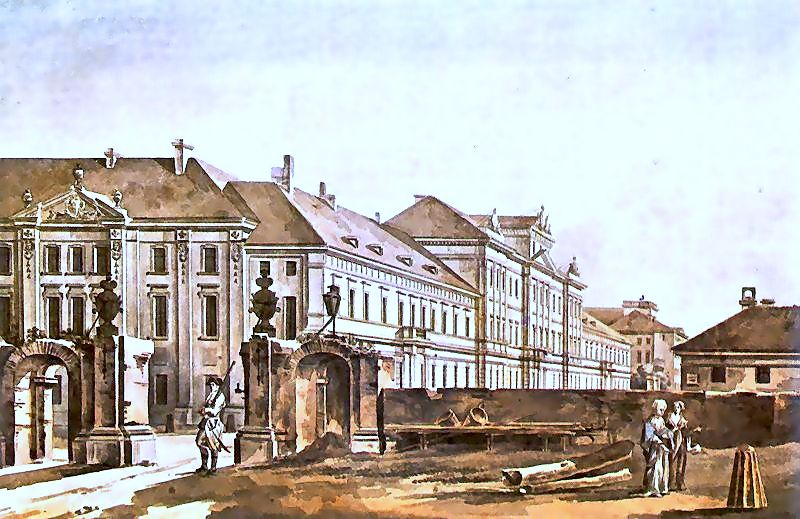
Collegium Nobilium

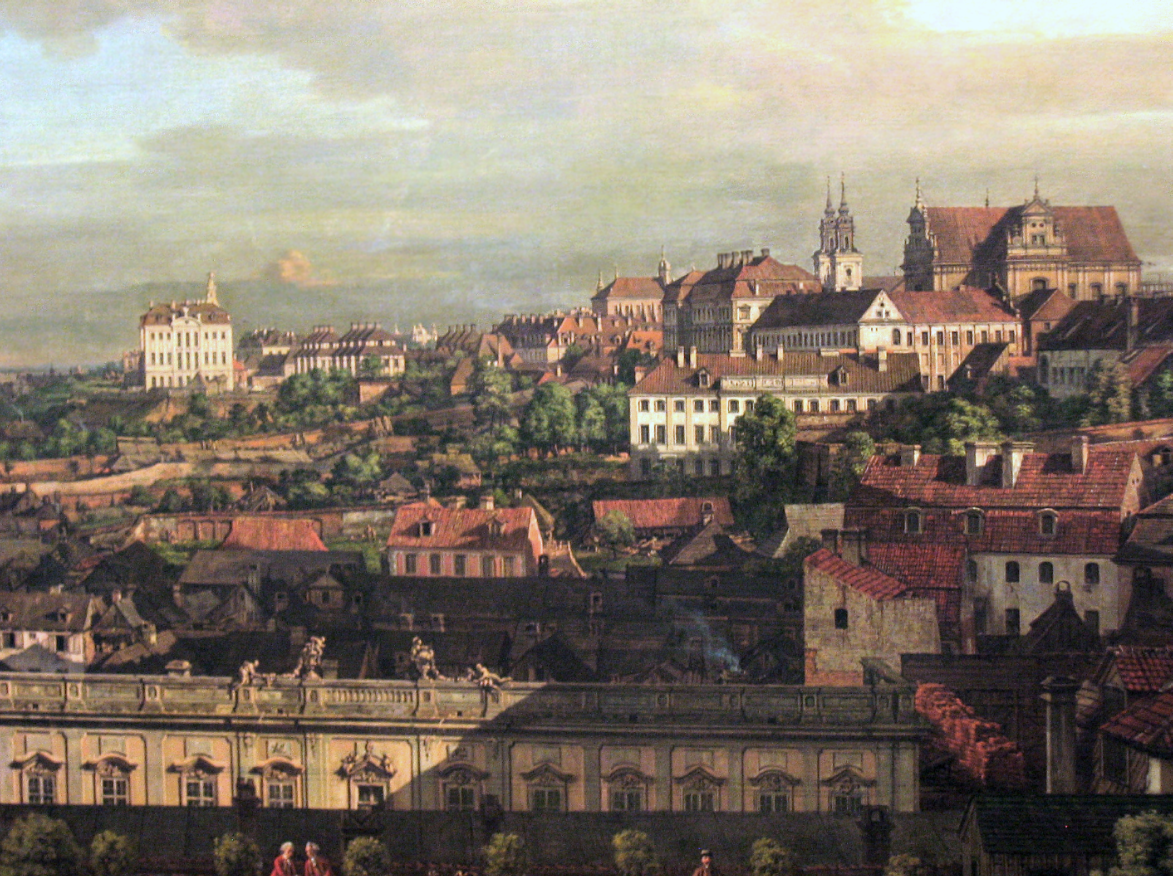
Kilátás Varsóra a Királyi Várból a Canaletto képén (1773)

Több politikai tényezőnek köszönhetően Sobieski János halála után Lengyelország fokozatosan gyengülni kezdett. Az új király I. Frigyes Ágost szász választófejedelem lett, II. Ágost néven. Ő inkább szülőhazájával, Szászországgal foglalkozott, nem Lengyelországgal, a lengyel nemesség pedig egyre erősebben a saját érdekeiért harcolt, nem a királyságnak a múlt században elért erejének fenntartásáért. Oroszországban Nagy Péter, Svédországban XII. Károly bővítették saját államuk határait és törekedtek hatalmuk megerősítésére. 1700-ban kitört az ún. északi háború eközött a két állam között. II. Ágost meggondolatlanul beleavatkozott a háborúba, mint a cár szövetségese. A gyenge Lengyelország harctérré lett, ezért Varsót is elfoglalták néhányszor a külföldi hadseregek, először a svédek 1702 májusában. Befolyásuk alatt 1704 júliusában a lengyel nemesség megfosztotta II. Ágostot trónjától és a wolai földön Stanisław Leszczyński poznani vajdát – a svédek szövetségesét – választották királlyá. A svédek azonban nem hagytak sok katonát Varsóban és Ágostnak sikerült visszaszerezni a várost. Újra elveszítette, amikor 1705 júliusában elvesztette a csatát, amely a mai Nyugati pályaudvarhoz közel, Wola környékén zajlott és amelyben kétezer svéd legyőzte a tízezres lengyel–szász–litván hadsereget. Stanisław Leszczyńskit októberben királlyá koronázták. 1709-ig uralkodott, amikor is az oroszok legyőzték a svédeket a poltavai csatában és a svédeknek menekülniük kellett Lengyelországból. Ekkor ismét II. Ágost lett a lengyel király. A megszálláson kívül Varsót pestisjárvány (1708), árvíz (1713) és rossz termés is kínozta. 1713-tól a városban az orosz és szász hadsereg állomásozott, ami nagyon kifárasztotta a lakosokat.
II. Ágost 1733-ban meghalt. Szeptemberben Stanisław Leszczyńskit megint királlyá választották meg, de ez nem tetszett Ausztriának és Oroszországnak, akik egy hónap múlva rákényszerítették a lengyeleket II. Ágost fia, III. Ágost megválasztására. A különféle politikai érdekek Leszczyński, III. Ágost, Oroszország, Ausztria, Szászország, Svédország és Franciaország között elvezettek az ún. lengyel örökösödési háborúhoz, amiben Lengyelország megint nem játszott szerepet, csak a harcföld volt; Varsót megint megviselték a hadseregek átvonulásai és megszállásai. A háború eredményeként III. Ágost királlyá lett. A politikai gyengeség ellenére a szász idők Varsónak fejlődést jelentették. A királlyal együtt sok német építész jött, akik átépítették Varsót Drezdához hasonló stílusban. 1740-ben egy pap – Stanisław Konarski – megalapította a Collegium Nobiliumot, egy egyetemet nemesi fiúknak. Ezt a mai Varsói Egyetem elődjének tartják. 1747-ben Załuski családja megnyitotta az első lengyel közkönyvtárat. 1742-ben a Városi Bizottság elkezdte a járdák és csatornarendszer építését. A város nagy részei azonban a városi szervek ellenőrzésén kívül maradtak. Csak az 1760-as evek végén került az egész város egy igazgatás alá, Jan Dekert elnök erőfeszítései révén (Lengyelországban a nagyvárosoknak polgármestereit elnöknek hívják). Ekkor Varsót hét kerületre osztották.
1764-ben Stanisław August Poniatowskit választották meg lengyel királlyá. Lengyelország orosz protektorátussá lett. 1772-ben történt meg Lengyelország első felosztása: a poroszok, oroszok és osztrákok indoklás nélkül részeket foglaltak el az államból. Ez a sokk okozta, hogy a nemesség nagy része „felébredt” és elkezdett a saját érdeke mellett az államéra is gondolni. Így a felvilágosodás könnyen elért az országba. A kultúrában és Varsó történelmében II. Szaniszló uralkodása a virágzás időszaka volt (bár az állam történelmére ez nem mondható el). Varsó az állam kulturális, politikai, gazdasági és kereskedelmi központjává lett. 1765-ben a király megalapította az első világi iskolát Varsóban, a Korpus Kadetówot (a név ellenére nem katonai iskola volt). 1773-ban megalakult a Nemzeti Oktatás Bizottsága (Komisja Edukacji Narodowej), az első oktatási minisztérium a világon. Virágzott a színházi élet, a politikai aktivitás, fejlődtek a haladó ideák, megszületett a kapitalizmus. Bankok, gyárak jöttek létre. Ez jó alapot adott a város átépítéséhez és a kísérletezéshez a városterv készítésére, amely nélkülözhetetlenné lett, mert majdnem 40 év alatt (1754–1792) a népesség száma ötszörösére növekedett (24 000-től 115 000-ig). Ezzel kapcsolatban új főúri és nemesi székhelyek alakultak, de kispolgári és munkási házak is épültek. 1775-ben megépítették a hidat a Visztulán.
A törekvések az államhelyzet javítására az 1780-as évek végén érték el csúcspontjukat, amikor a nagy szejm gyülekezésének (1788) célja a teljes függetlenség visszaszerzése és az állam gazdasági fejlődésének meggyorsítása volt. II. Katalin orosz cárnő beleegyezett, mert nem számított nagy nehézségekre, ezenkívül szüksége volt a lengyel segítségre a svédek és törökök elleni háborúban. A Szejm gyűlésének az eredménye az első írott (kartális) európai alkotmány, Lengyelország májusi alkotmánya volt (1791. május 3.) Az alkotmányról a királyi várban döntöttek. Ez a szejm-gyűlés 1792-ig tartott, ezért „négyéves”-nek hívják (korábban a szejmek kétévente hét napra gyűltek össze). Eközben az orosz–török és orosz–svéd háborúk befejeződtek és II. Katalin észrevette, hogy túl messzire ment a dolog Lengyelországban. Közbelepése eredményeként történt meg Lengyelország második felosztása (1793), ami a Kościuszko-felkelést okozta. A varsóiak támogatták Kościuszkót, és sikeres támadást intéztek a városban állomásozó orosz hadsereg ellen. Az oroszoknak a poroszok segítettek, de a varsóiak ezeket is legyőzték. Kościuszko elvesztette a maciejowicei csatát októberben, az oroszok pedig, akiket Alekszandr Szuvorov tábornok vezetett, elfoglalták Varsó jobbparti részét, Pragát, és 1794. november 4-én megölték húszezer lakosát, hogy sürgessék a lengyeleket a megadásra. Ezt az eseményt a lengyelek pragai mészárlásnak (rzeź Pragi) hívják. A brit nagykövet, William Gardiner azt írta a brit miniszterelnöknek, hogy „a támadással a legszörnyűbb és teljesen szükségtelen kegyetlenség járt együtt”.
A Kościuszko-felkelés bukása Lengyelország harmadik felosztásához vezetett (1795). Ekkor az állam teljesen eltűnt Európa térképéből. Varsó a porosz részébe került, elveszítette lengyel fővárosi pozícióját és Dél-Poroszország tartomány fővárosa lett.
A négyéves szejmnek még egy eredménye volt, ami Varsónak fontos: a „Törvény a városokról” (1791. április 21-e), amely megszüntette a jurydykákat. Ettől fogva Varsó és a jurydykák egységes városi szervezetet képeztek, közös igazgatás alatt. Ennek emlékéül tartják meg évente április 21-én Varsó ünnepét.

## 1795–1914

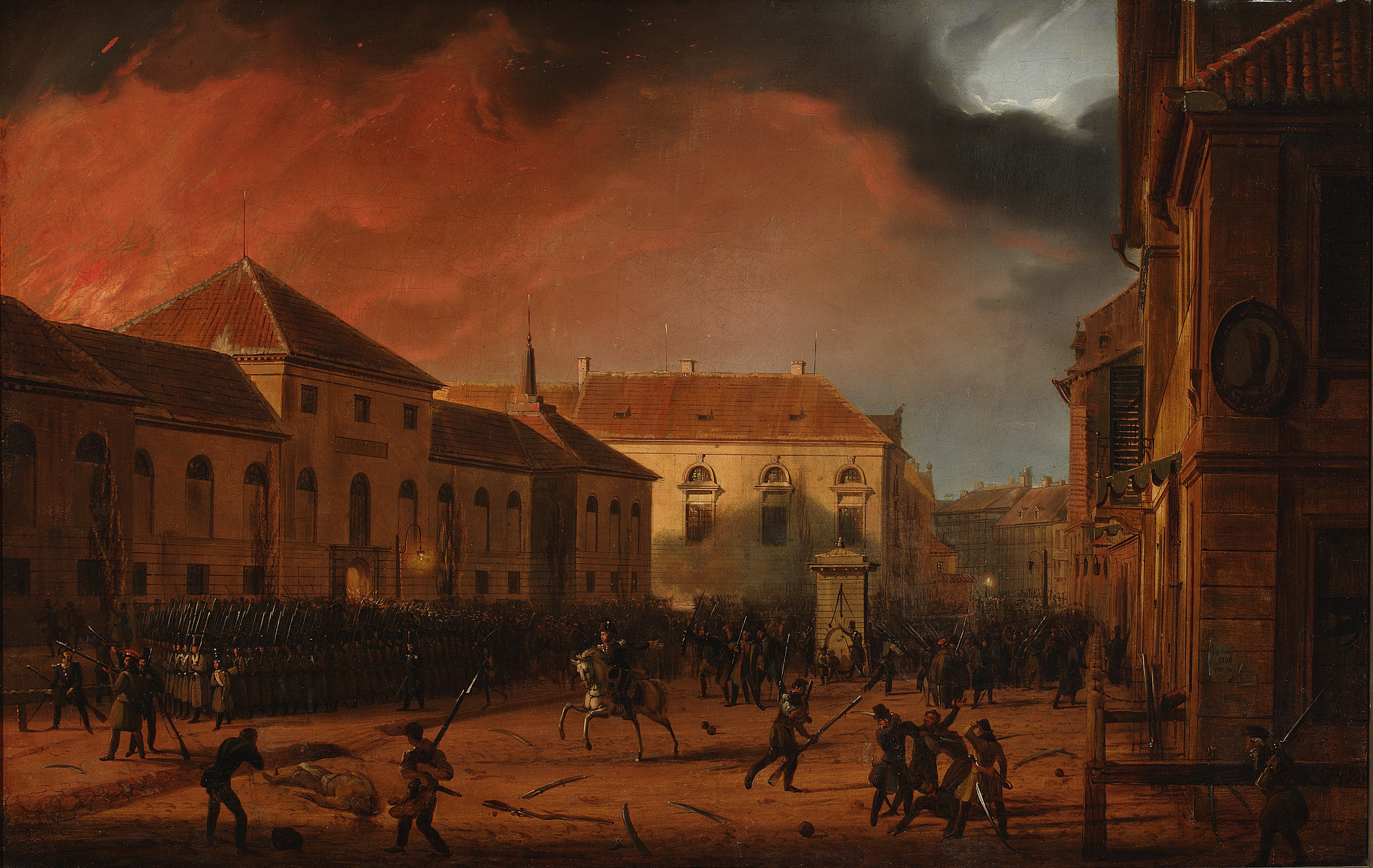
A novemberi felkelés kezdete - támadás a fegyvertárra (Marcin Zaleski képe, 1830)

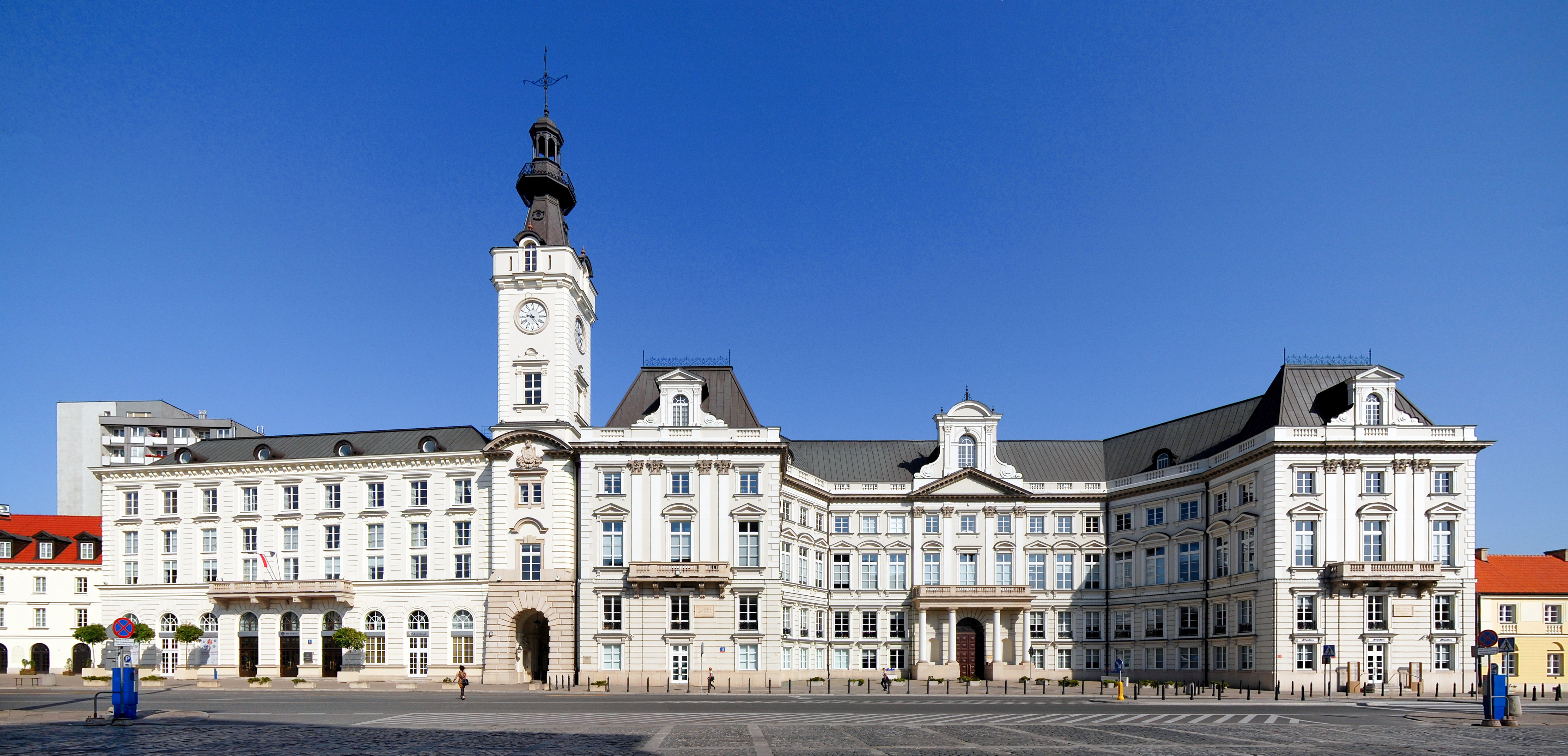
Jabłonowski-palota - 1818-1939 a varsói közigazgatás központja (mai állapot a rekonstrukció után)

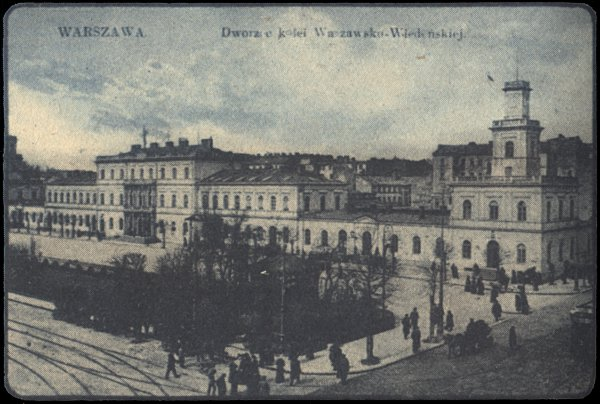
A Varsó-Bécs vasút fő pályaudvara

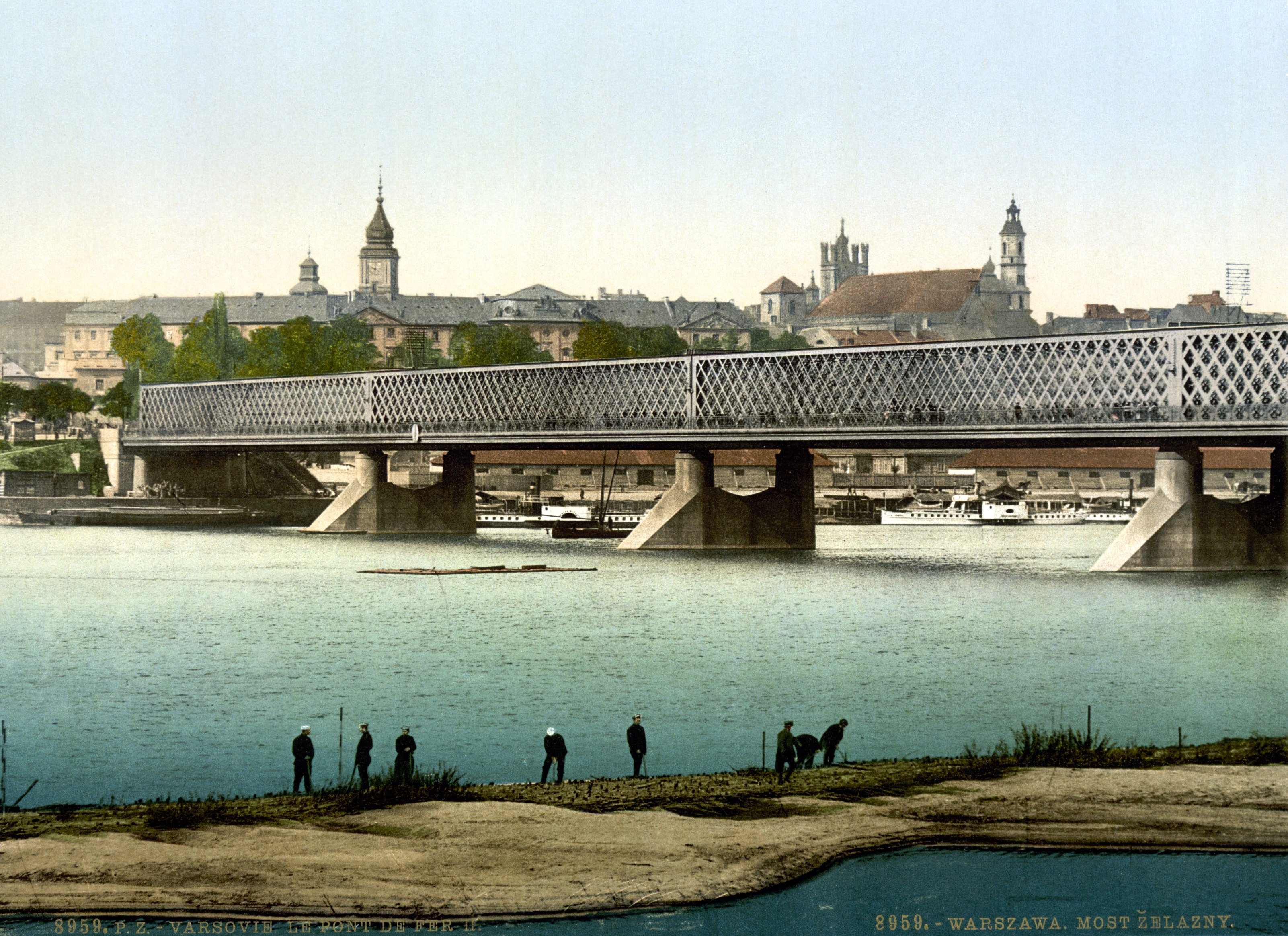
A Kierbedź-híd 1900 körül

Miután I. Napóleon hadserege 1807-ben felszabadította Varsót, a várost megtették az újonnan kreált Varsói Hercegség fővárosává. Mikor azonban Napóleon megbukott, a Hercegség is megbukott vele együtt. A bécsi kongresszus (1815) döntésének megfelelően Varsó lett a Kongresszusi Lengyel Királyság fővárosa, ez az állam alkotmányos királyság lett, perszonálunióban az Orosz Birodalommal. Az akkori orosz cár a liberális I. Sándor volt. Ez az időszak gyors fejlődést jelentett: megépült a Nagyszínház, a második híd és az Aleje Jerozolimskie (az egyik a két mai főutcából). 1816-ban a cár engedélyt adott a Varsói Egyetem felállítására. 1818-ban lerombolták az Óvárosi piactéren álló varsói városházát, mert a jurydykák felszámolása és a város növekedése miatt túl kicsi lett. A várost irányító szervek átköltöztek a Jabłonowski-palotába (a Nagyszínháznál), itt voltak a hivatalok egészen 1939-ig.
Miután az oroszok sorozatosan megsértették a lengyel alkotmányt (különösen Sándor cár halála után, amikor öccse, a nagyon konzervatív Miklós lett a cár), 1830-ban kitört a novemberi felkelés. Ez a Belvedere palota (Konsztantyin nagyherceg székhelye) és a fegyvertárra (Arsenał) elleni támadással kezdődött. A felkelés az orosz–lengyel háborúban folytatódott, amelynek a legnagyobb, döntetlennel végződő csatája Varsó keleti külvárosában (ma Grochów kerület) ment végbe 1831. februárjában. A lengyel vezérek ingadozása miatt az oroszok körbevették Varsót, szeptemberben megtámadták nyugatról és elfoglalták. A háború kudarccal végződött, az oroszok csökkentették a királyság autonómiáját. Varsóban a cár katonai kormányzást vezetett be. Az újvárostól nyugatra fekvő szép kispaloták kerületét leromboltatta, helyére citadellát építtetett, ahol erőd és börtön volt. Megszüntette a Szejmet és a lengyel hadsereget, bezárta az egyetemet.
Az idő múltával enyhült a cár szigorúsága a lengyelek iránt és Varsó tovább fejlődhetett. 1845-ben megnyílt a Varsó–Bécsi Vasút – az első a Lengyel Királyság területén és a második az Orosz Birodalomban. 1862-ben megnyílt a Varsó–Pétervár vasút, 1875-ben és 1908-ban két vasúti híd. 1855-ben megépítették az első vízvezetéket, 1864-ben pedig az első vashidat kőtámasztékokon, ez az ekkori Európa egyik legmodernebb hídja volt (a Most Kierbedzia; a mai Śląsko-Dąbrowski hid ugyanazokon a támasztékokon fekszik). Csak ekkor kezdték újjáépíteni Prágát, amely sokat szenvedett a kościuszkói és novemberi felkelések, illetve a napóleoni háborúk alatt. 1862-ben megint nyitották meg a Varsói Egyetemet, 1898-ban a II. Miklós Műszaki Intézetet (ez a mai Varsói Műszaki Egyetem elődje).
A 19. században a városnak legkedvezőbb időszak Sokrat Starynkiewicz kormányzása. A cári tábornok 1875–1892 között volt a város elnöke. Legnagyobb beruházása a vízvezetékrendszer felújítása és a csatornahálózat felépítése volt, William Lindley angol mérnök műve, amely máig működik. Starynkiewicz alapította a bródnói temetőt (1884; ma is Európa egyik legnagyobb temetője), a telefonközpontot, a városi közlekedést (bár az első lóvasút már 1866-ban elkezdett közlekedni), az utcák gázvilágítását. Emlékére ma is létezik Varsóban Starynkiewicz tér (a Lindley utca mellett) annak ellenére, hogy a megszálló hatalom képviselője volt.
1904-ben felépítették az első erőművet, aminek következtében villanylámpák jelenhettek meg az utcákon, 1908-ban pedig elindult az első villamos. 1914-ben megnyitották a harmadik hidat, a Poniatowski hidat (Most Józefa Poniatowskiego).
A város fejlődésével együtt intenzív elnemzetietlenítés is járt. Bezárták a lengyel iskolákat, pravoszláv templomokat építettek. A lengyelek időnként fegyverrel is felkeltek emiatt. 1863 januárjában kitört az ún. januári felkelés. Mivel jellege főként partizán volt, Varsó nem vett részt ebben, azonkívül, hogy a Citadellán felkelőket börtönöztek be és lőttek agyon. A pétervári „véres vasárnap” (1905. január 22.) Varsóban is zajlottak tömegtüntetések, melyek során a rendőrség és hadsereg rálőtt az emberekre.

## I. világháború

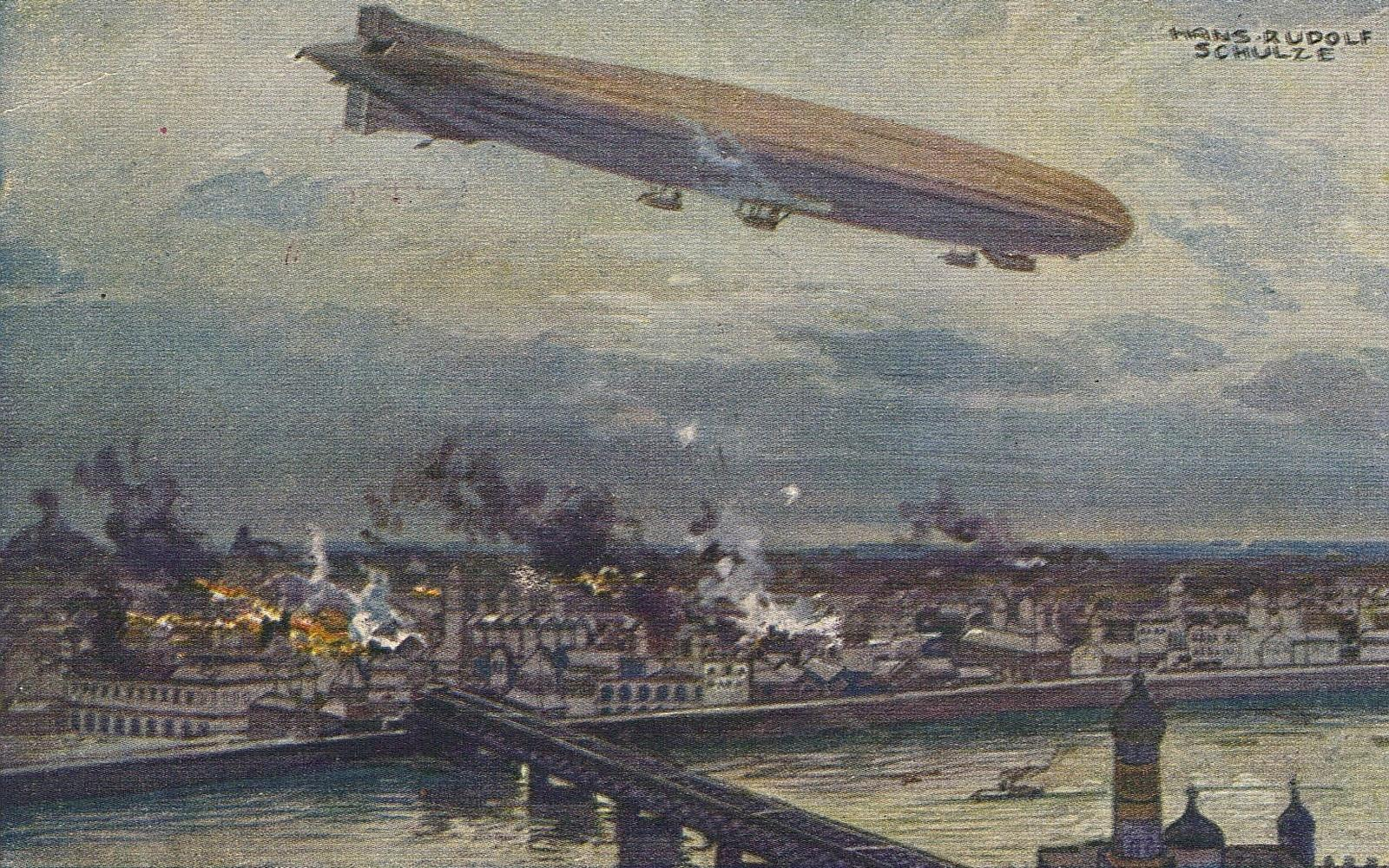
Egy német léghajó Schütte-Lanz S.L.II bombázza Varsót 1914-ben

1915. augusztus 1-jén a német hadsereg behatolt Varsóba. Az oroszok visszavonulás közben lerombolták minden hidat a Visztulán – a másfél éves megnyitott Poniatowski híddal együtt –, és magukkal vitték a gyárak felszerelését, ami súlyosbította a város helyzetét. A német megszálló szervnek Hans von Beseler tábornok parancsnoksága alatt nagyon fontos volt a lengyelek rokonszenve az oroszok elleni háborúban, ezért megengedte a lengyel oktatás újraindítását: 1915 végén megnyitották a Műszaki Egyetemet, a Kereskedelmi Főiskolát és a Mezőgazdasági Főiskolát.
A legfontosabb döntés a város fejlődésében a külvárosok inkorporációja volt. Az orosz kormányzás alatt Varsó nem bővíthette a határait, mert nem volt szabad átlépni az erődök kétszeres vonalát, amely körülvette a várost. Emiatt a mai Belváros (Śródmieście) és Praga városrész kis területén (kb. 33 km²) 750 000 ember lakott. 1916 áprilisában 115 km²-re nőtt Varsó területe.
1918 őszén Németországban kitört a forradalom. November 8-án a németek elmenekültek Varsóból. November 10-en Józef Piłsudski megérkezett a varsói Bécsi pályaudvarra, és november 11-én a Kormányzótanács (Rada Regencyjna) átruházta rá a hadsereg főparancsnokságát, majd 14-én az államét. Emiatt 1918. november 11-ét a független Lengyel Köztársaság megalapításának tartják. Ismét Varsó lett Lengyelország fővárosa.

## 1918–1939

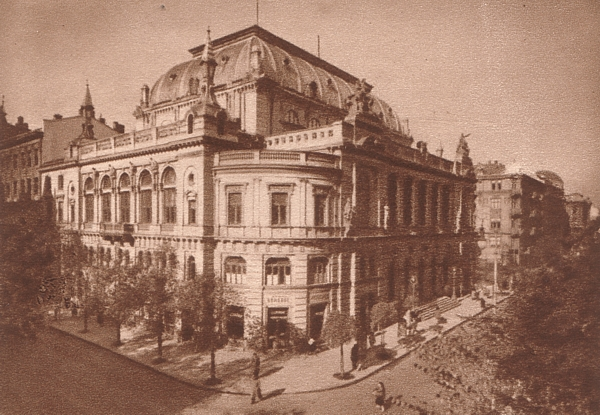
A Nemzeti Filharmónia épülete Varsóban 1920 körül

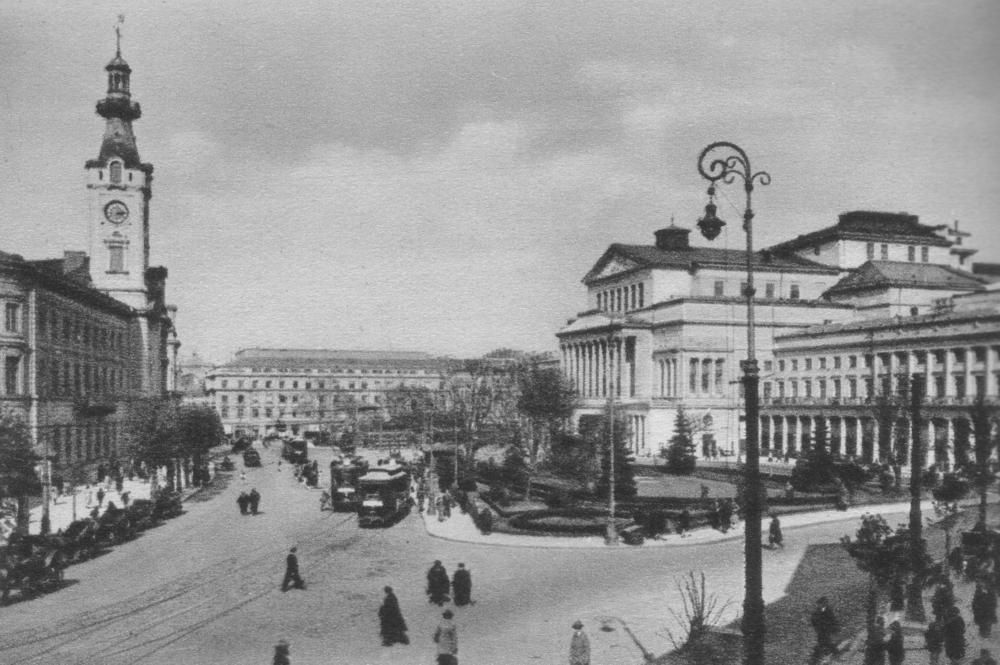
Színház tér; balra a Jabłonowski-palota (1925 körül)

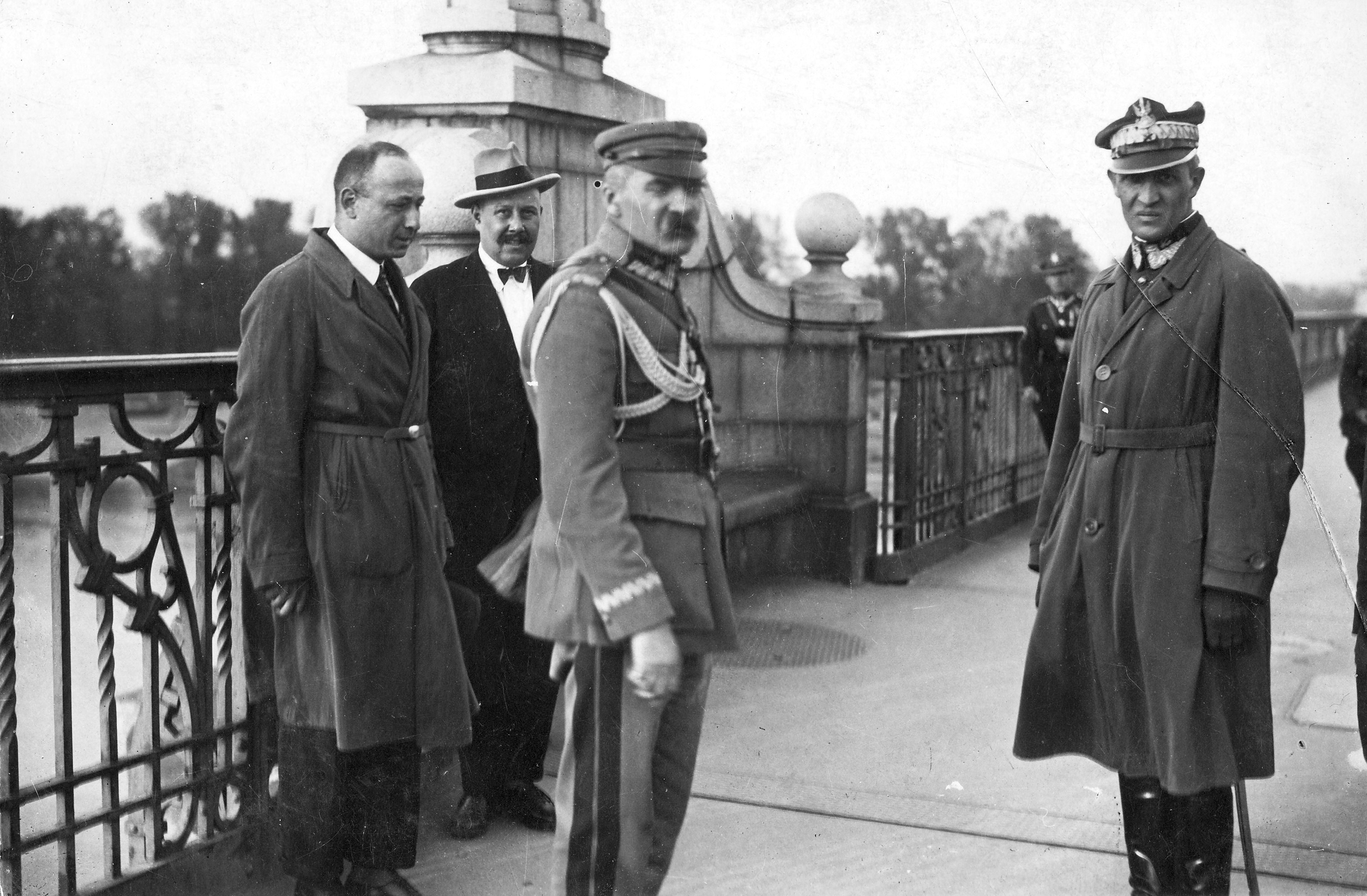
1926. május 12.: Józef Piłsudski (balra) a Poniatowski hídon Wojciechowski elnökkel találkozás előtt

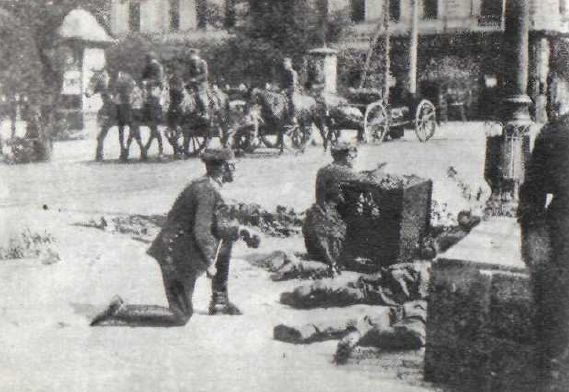
Piłsudski katonáinak támadása az Aleje Jerozolimskie-n

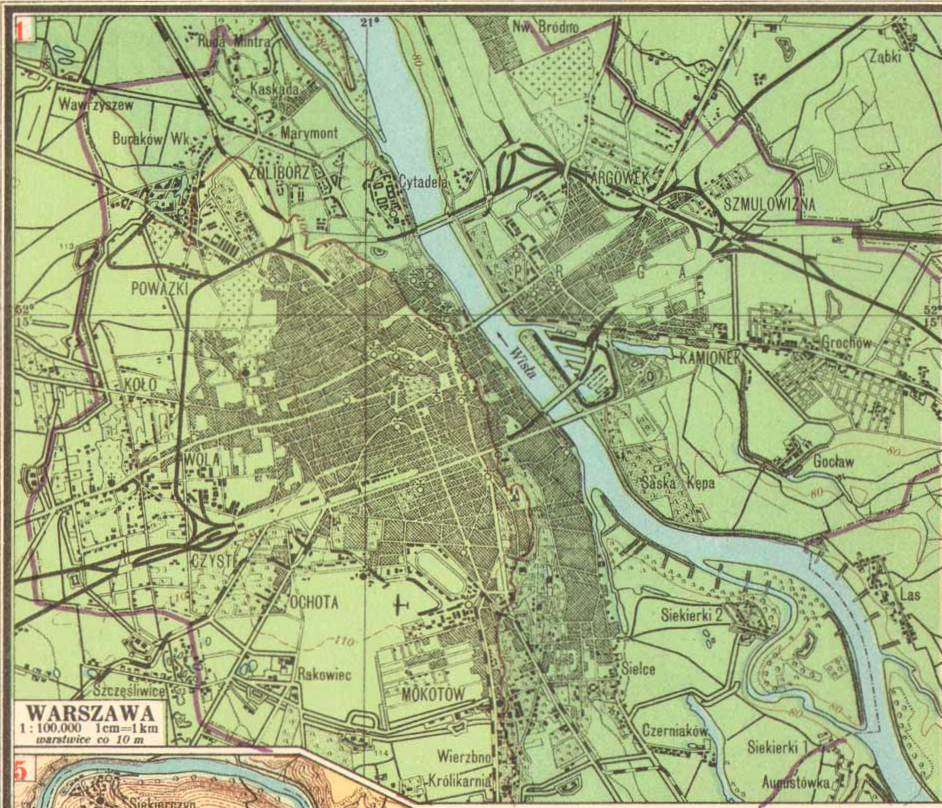
Varsó és külvárosai, 1929

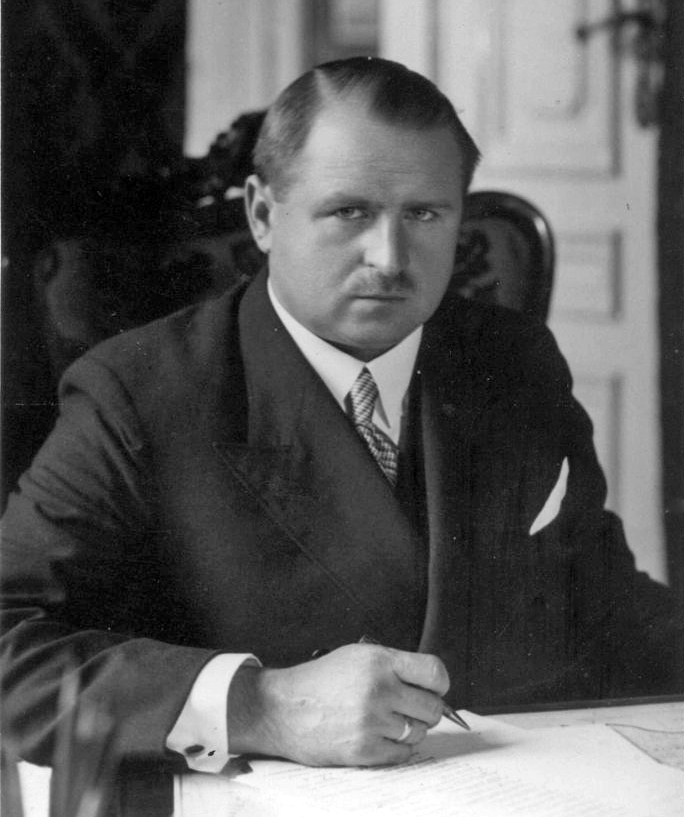
Stefan Starzyński, Varsó polgármestere, aki 1939 szeptemberében védte Varsót

A függetlenség első évei nagyon nehezek voltak a háborús pusztítás, a hiperinfláció és elsősorban a lengyel–szovjet háború miatt. 1920. augusztus 15-én zajlott a város keleti határában a nagyszabású varsói csata, melynek során sikeresen megvédték a lengyel fővárost, és a Vörös Hadsereg megfutamodott. Ezt a csatát tartják a 18. legjelentősebb döntő csatának a világ történelmében, mert ez gátolta meg a kommunizmus kiterjedését nyugatra. Edgar Vincent D’Abernon vikomt, a Lengyelországi Együttműködési Küldöttség tagja azt írta, hogy „a jelenkori civilizáció történelme nem ismer fontosabb és alábecsültebb eseményt, mint a varsói csata.” Ennek emlékére ma augusztus 15. a Lengyel Hadsereg ünnepe. A háború még tovább mélyítette a lengyelek gyűlöletét az oroszok iránt, aminek egyik megnyilvánulása az volt, hogy a számos varsói pravoszláv templomból csak kettő maradt, a többit lerombolták.
A belpolitikai nyugtalanság tragédiához vezetett: 1922. december 16-án a varsói Zachęta galériában egy mentálisan zavarodott, nacionalista érzelmű művészeti kritikus lelőtte az első lengyel elnököt, Gabriel Narutowiczot, akit öt nappal korábban választottak meg a Szejm képviselői.
A következő tragikus esemény Varsó történetében a májusi puccs volt. 1926. május 12-én Józef Piłsudski marsall Varsó felé utazott székhelyéről, Sulejówek Varsó-környéki városkából hűséges hadserege élén, hogy megelőzze az új kormány formálódását. A Poniatowski hídon beszélgetett egy kicsit Wojciechowski köztársasági elnökkel, aki sikertelenül próbálta rábírni döntése megváltoztatására. Piłsudski seregei a következő két napban erővel elfoglalták Varsót és kényszerítették a kormányt és Wojciechowski elnököt a lemondásra. A harcok közben majdnem 400 ember esett el, többségük nézelődő volt, akit érdekeltek az utcai harcok. A májusi puccsal kezdődött Piłsudski 13 éves kormányzása – bár ő maga soha nem lett elnökké (a 12 kormány közül csak miniszterelnöki posztot töltött be kétszer), haláláig szürke eminenciásnak tartották.
1925-ben egymillió fő élt Varsóban. A következő öt év során a város vagyona megkettőzött a világi konjunktúra révén. Ez lehetővé tette új, széles utcák (pl. a Visztula partján) és repülőtér építését. Az első, ideiglenes repülőteret 1921-ben Mokotówföldön (Pole Mokotowskie, nagy park Śródmieście déli részén) nyitották meg, a másodikat Okęcie városrészben, ez a létesítmény máig működik. Kidolgozták is a metróhálózat terveit is (ennek építését a II. világháború akadályozta meg), és megnyitották az első rádióállomást, amely majdnem az egész országra képes volt sugározni.
1934-ben a Piłsudskihoz közel álló politikusok felfüggesztették a varsói önkormányzatot és a városi elnök pozíciójára Stefan Starzyńskit kérték fel. Ő ügyes hivatalnok volt, stabilizálta a városi költségvetést, küzdött a korrupcióval és bürokráciával, szépítette Varsót, de a lengyelek számára leginkább a lengyelországi hadjárat közbeni hősiességéről emlékezetes.

## Második világháború

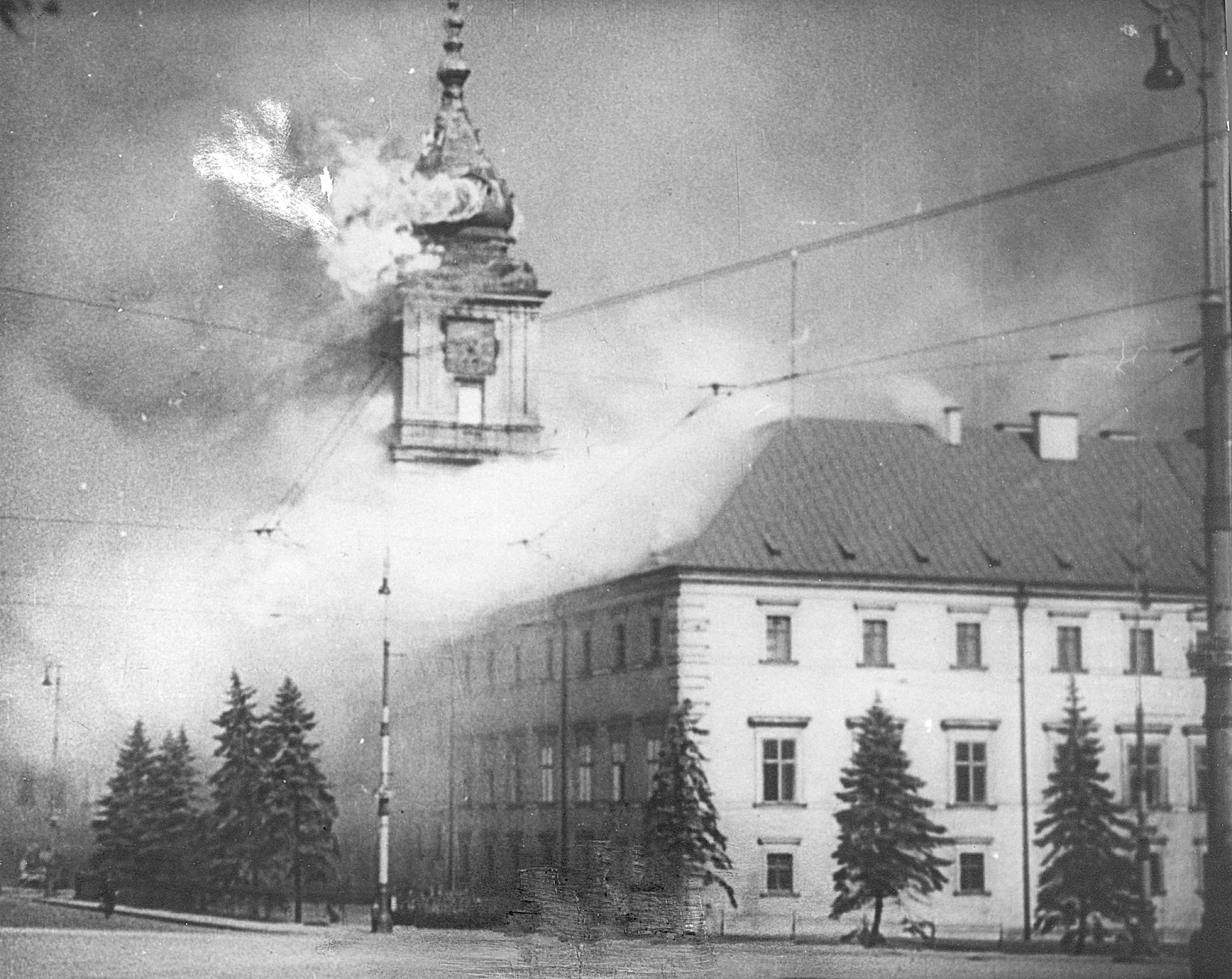
A Királyi Vár ég a német bombázás után 17 IX 1939

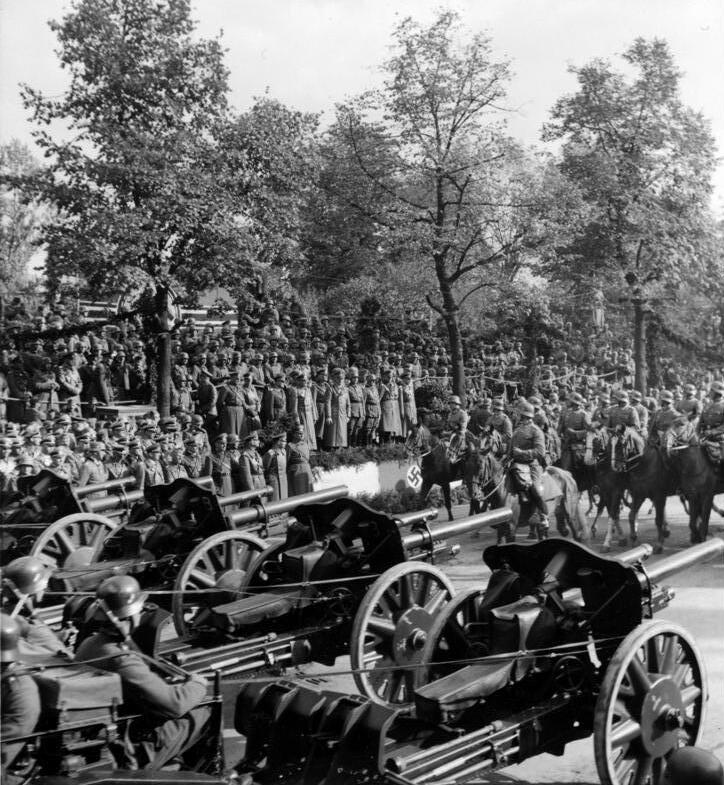
A német hadsereg felvonulása Hitler előtt az elfoglalt Varsóban 1939-ben

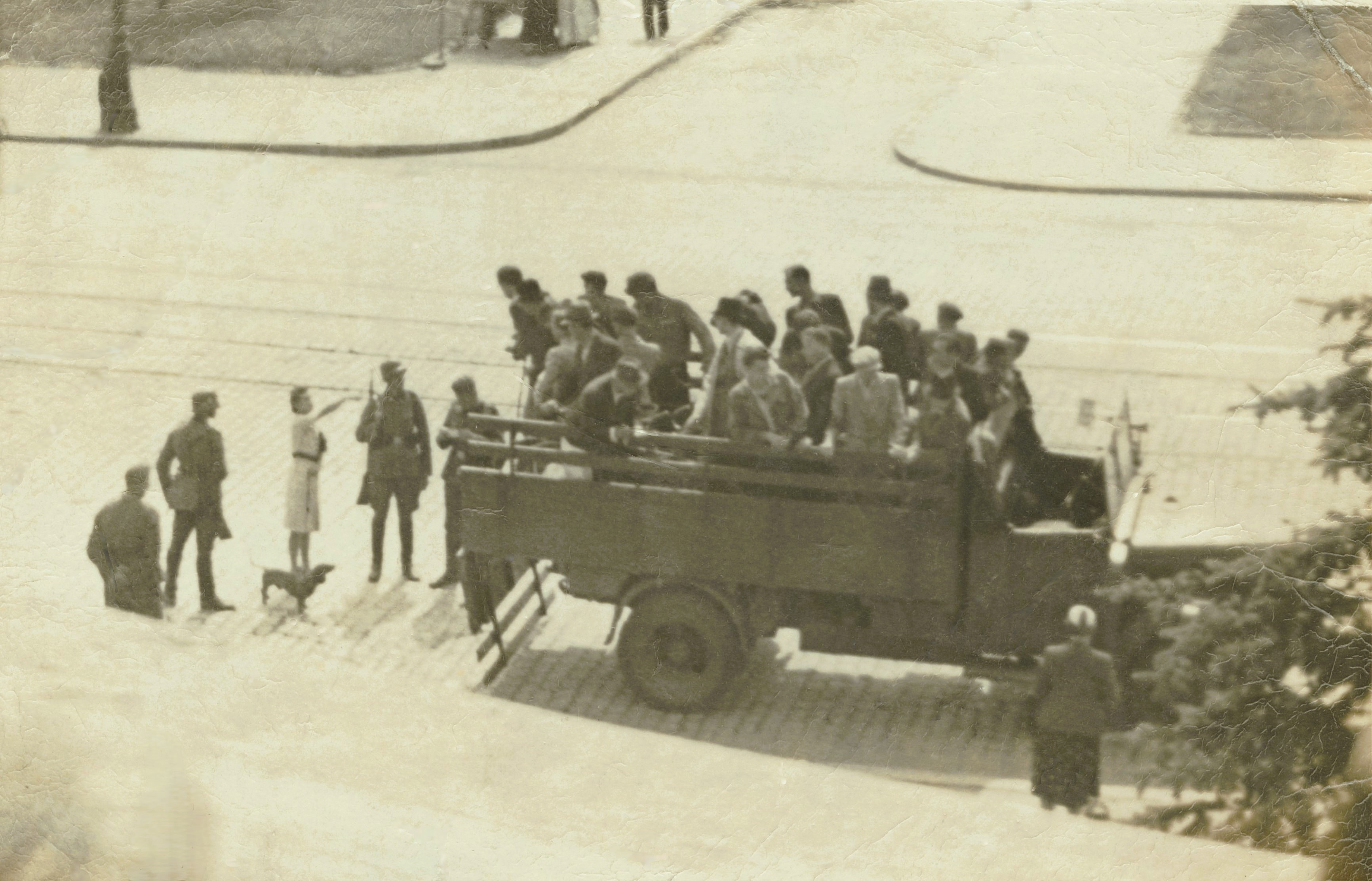
A łapanka áldozatai Żoliborzban, 1941

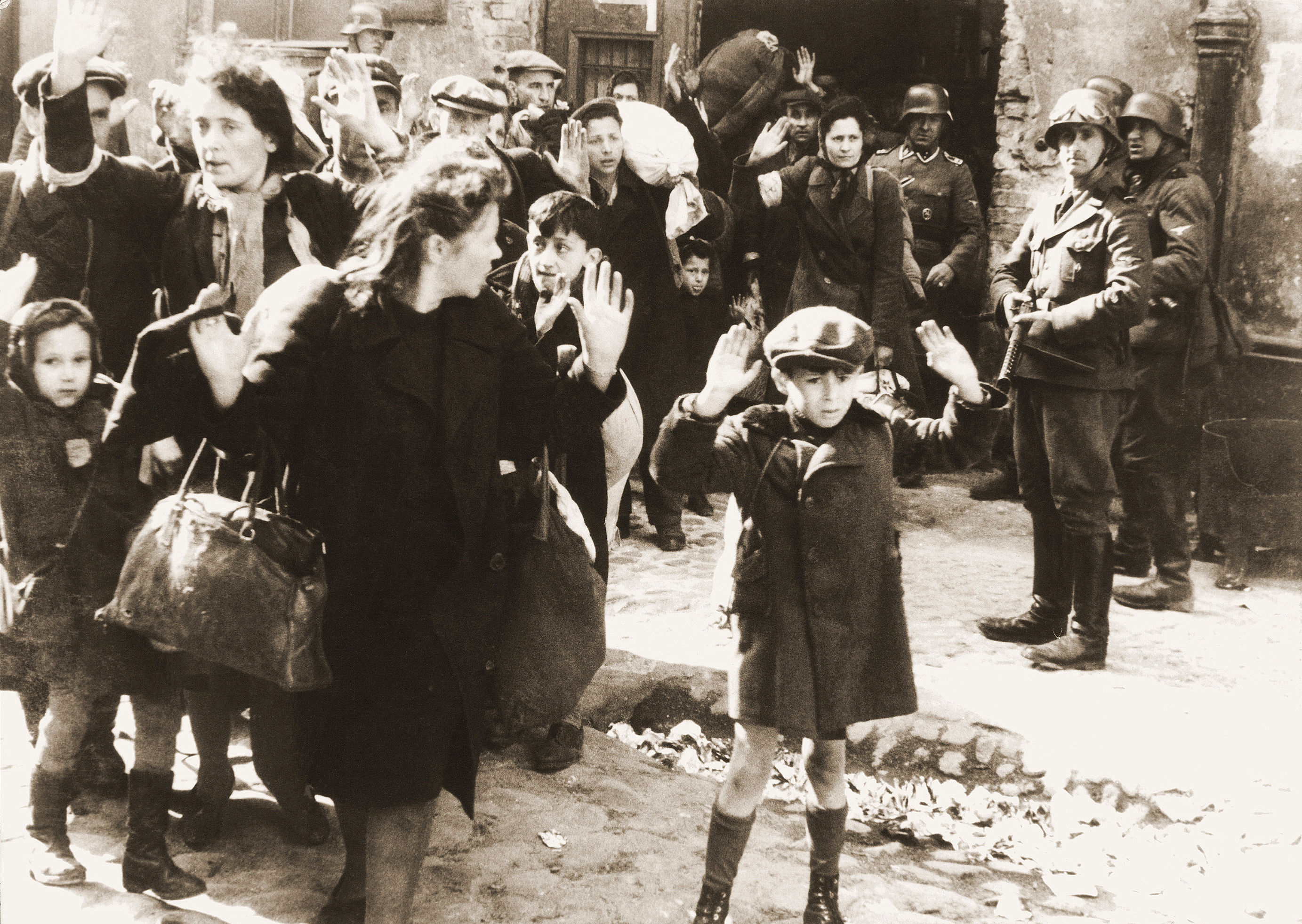
A varsói gettólázadás – a SS által elfogott zsidók, 1943

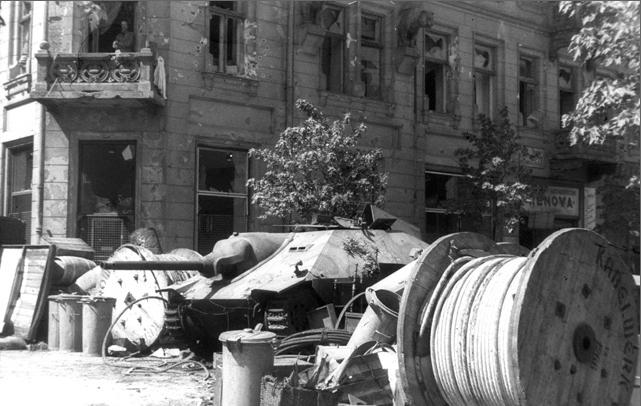
Varsói Felkelés – egy barikád

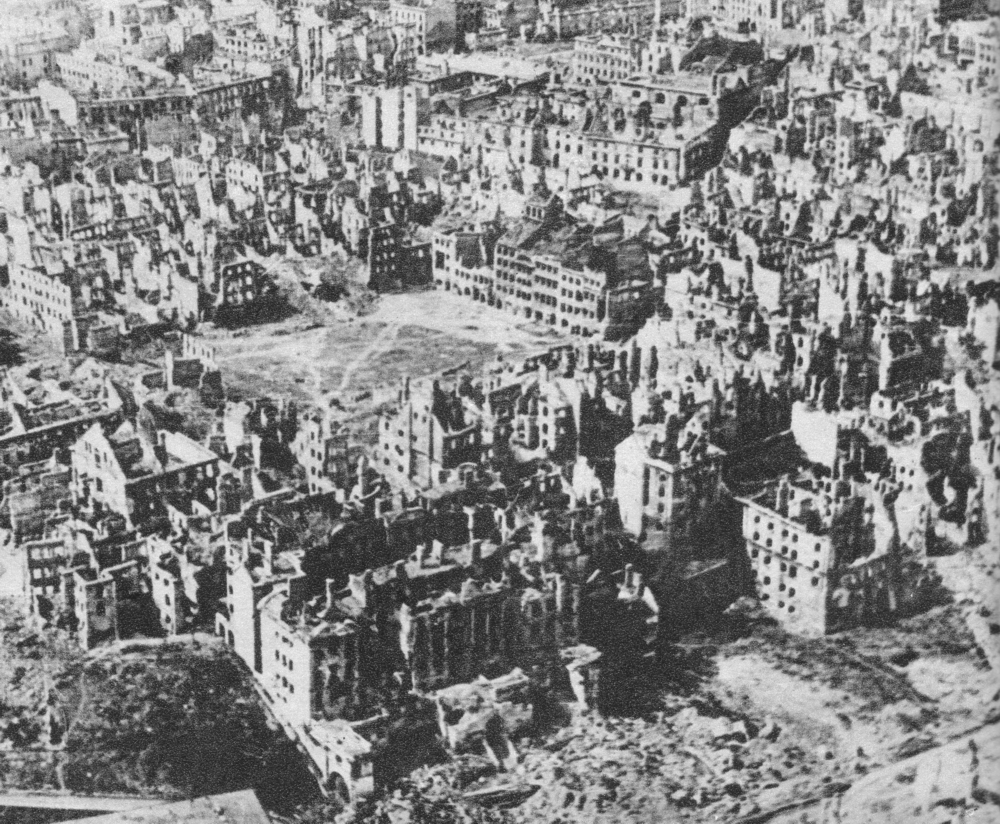
Varsó 1945 januárjában

A második világháború akkor kezdődött, amikor Németország inváziót indított Nyugat-Lengyelország ellen 1939. szeptember 1-jén. Lengyelország keleti részét a Szovjetunió támadta meg szeptember 17-én. Lengyelország hathetes harc után kapitulált. Nyugat-Lengyelország a Német Birodalom, Kelet-Lengyelország pedig a Szovjetunió része lett, míg a középső területek Varsóval együtt a nemzetiszocialista gyarmati adminisztráció, a Lengyel Főkormányzóság (Generalgouvernement) fennhatósága alá került. A Lengyel Főkormányzóság fővárosa nem Varsó lett, hanem Krakkó.
Varsó első bombázása szeptember 1-jén kezdődött. A legfontosabb polgári és a katonai adminisztráció képviselői (a fővezérrel, Edward Rydz-Śmigły marsallal együtt) elhagyták Varsót, és Romániába menekültek. Magukkal vittek sok berendezést és muníciót. Hogy megakadályozza a káosz kitörését, a teljes civil hatalmat Stefan Starzyński városi elnök vette át, annak ellenére, hogy hivatalosan nem volt joga ehhez. A közrend őrzésére felkérte a Polgárőrséget, és egész idő alatt rádiós beszédeiben tartotta a lelket a lakosságban. Szeptember 9-én a német páncélosok délnyugatról megtámadták Varsót, de a védők Ochota kerületben megállították őket. A helyzet azonban reménytelen volt, a németek akkora sereggel jöttek, hogy előbb-utóbb úgyis elfoglalták volna a várost, főleg, hogy szeptember 17-én a szovjetek keletről megtámadták Lengyelországot. Három nappal ezelőtt a németek körbezárták Varsót. Szeptember 17-én leégett a Királyi Vár, 23-án az erőmű. Szeptember 27-én Varsó megadta magát, október 1-jén a németek bevonultak a városba. Szeptemberben 31 000 ember halt meg (ebből 25 000 civil) és 46 000-en megsebesültek (ebből 20 000 civil), az épületek 10%-a ment tönkre. Október 27-én a németek letartóztatták Starzyńskit és a dachaui koncentrációs táborba vitték, ahol 1943-ban vagy 1944-ben meghalt (halála pontos dátuma ismeretlen).
Varsó az SS parancsnoksága alatti megszállt város lett. Minden felsőfokú tanintézetet azonnali hatállyal bezártak. A nácik már az első napoktól fogva lelőtték vagy letartóztatták és koncentrációs táborba hurcolták a lengyeleket. A kivégzések főként a Varsó környéki erdőkben (Kampinos-erdőség, Kabaty-erdő) mentek végbe, később nyilvánosan, az utcákon is. A németek a megszállás kezdetétől ún. łapankákat szerveztek – hirtelen körülvettek egy kiválasztott helyet (pl. pályaudvart) és letartóztattak minden ott lévő embert (lengyelül łapać: „fog”). Az elfogottakat koncentrációs táborokba vitték vagy kényszermunkára Németországba. 1943-ban Varsóban is koncentrációs tábort alapítottak, a KL Warschaut. 1944 augusztusáig valószínűleg 200 ezer lengyelt öltek meg ott gázkamrákban. Hitler Varsót náci tartományi központtá tervezte alakítani, innen igazgatták volna a keleten meghódított területeket (ún. Pabst-terv), ezért nem engedte újjáépíteni Varsót az 1939-es hadjárat után.
1940 októberétől fogva Varsó teljes zsidó lakosságát – több százezer főt, a teljes népesség mintegy 30%-át – internálták a varsói gettóba. 1941 márciusában 2,6 km²-es területén 500 000 ember lakott, így ez volt a legnépesebb gettó Európában. A zsidókat nemcsak a kivégzések tizedelték meg, hanem az éhség is (a napi fejadag csak 183 kcal volt). 1941 októberétől minden zsidó, aki elhagyta a gettót, és minden lengyel, aki segítette a zsidókat (pl. ételt dobott át a gettó falain át) az életével fizetett.
A varsóiak ellenállással válaszoltak a terrorra: fegyveresen és szabotázs segítségével. Varsó volt a Lengyel Földalatti Állam és Honi Hadsereg (Armia Krajowa – AK) Főparancsnoksága székhelye – mindkettő összeköttetésben állt a londoni emigráns lengyel kormánnyal. Ellenállási mozgalom a gettóban is létezett (Zsidó Harci Szervezet – ŻOB).
Amikor a „végső megoldás” részeként Hitler parancsot adott a gettó megsemmisítésére, a zsidó önvédelmi harcosok 1943. április 19-én Mordechaj Anielewicz vezetésével kirobbantották a varsói gettófelkelést. Annak ellenére, hogy mind létszámban, mind fegyverzetben lényegesen gyengébbek voltak, a gettó három hétig kitartott. Amikor a harcok véget értek, a túlélőket lemészárolták a németek, a vezetők pedig öngyilkosságot követtek el. A felszámolási osztagok parancsnoka, Jürgen Stroop tábornok úgy leromboltatta a gettót, hogy még a házak falai sem maradtak meg. A pusztítás olyan nagy volt, hogy a háború után, a város újjáépítése közben, nem takarították a romhalmazt, hanem talajjal töltötték fel és az így kialakított kis dombokra építettek új házakat. Ez ma is jól látható.
1944 júliusában a szovjet hadsereg már mélyen benyomult lengyel területekre, és Varsó felé szorította a németeket. Sztálin ellenezte a független Lengyelország gondolatát, ezért a Londonban székelő emigráns lengyel kormány parancsot adott a Honi Hadseregnek, hogy kísérelje meg megszerezni a németektől az ellenőrzést Varsó felett, mielőtt a szovjetek elérnék a várost. Így a Szovjetunió elvesztette volna a jogalapját az ország megszállására. 1944. augusztus 1-jén a Honi Hadsereg és a lakosság kirobbantotta a varsói felkelést.
A lengyelek bíztak abban, hogy a szovjet hadsereg segíteni fogja őket a közös német ellenség elleni harcban, de nem így lett. Annak ellenére, hogy a Vörös Hadsereg már megközelítette Varsó jobb partját (augusztus 14-én elfoglalta Pragát), a felkelés hírére a szovjet offenzíva megtorpant (Sztálin küldött két páncélos hadosztályt, amely eljutott a bal partra, de nekik nem volt tapasztalatuk a városi harcban és nem sikerült megtartani pozícióikat; miután tapasztalatlan katonákat ugyan, de küldött, Sztálin később elutasíthatta a vádakat, hogy nem segített a felkelőknek). Bár a felkelés hadműveleteit csak pár naposra tervezték, a felkelők 63 napig, október 2-ig kitartottak. Himmler figyelmen kívül hagyva a megadás feltételeit, parancsot adott a város teljes lerombolására és a könyvtárak és múzeumok gyűjteményeinek elégetésére. Amikor végül 1945. január 17-én a szovjetek átkeltek a Visztulán és behatoltak a bal parti városrészbe, a város 85%-a romokban állt a történelmi Óvárossal és a Királyi Várral együtt. A Belváros (Śródmieście) majdnem 100%-át tönkretették. A felkelésben kb. 170 000 ember meghalt (ebből csak 16 000-en felkelők). A civil népességet (összesen kb. 650 000 embert) a pruszkówi menekülttáborba (Durchgangslager Pruszków) vittek.
A német megszállás alatt (1939–45) kb. 700 000 varsói halt meg, azaz többen, mint az amerikaiak és britek. Az anyagi veszteségek értéke 45 milliárd dollárt tett ki. A Honi Hadsereg életben maradt katonáit a szovjet NKVD begyűjtötte és megölte vagy Szibériába deportálta.

## A háború utáni Varsó

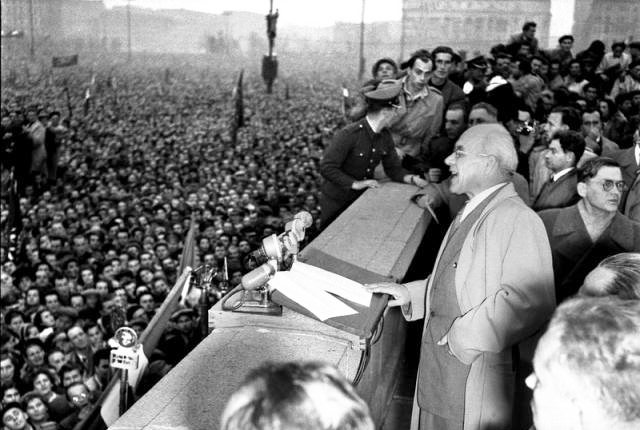
Władysław Gomułka beszédet tart a népgyűlésen Kultúrpalota előtt 1956. októberében - az "olvadás" kezdete a sztalinizmusz után

Varsó határai 1939 és 2005-ben

Az európai fővárosok közül Varsó nem szépségével, régiségével vagy méreteivel tűnik ki, hanem elpusztíthatatlanságával. A város főnixmadárhoz hasonlatos, mely ismételten feltámad hamvaiból. Miután borzalmasan lerombolták a svéd és porosz háborúban 1655–1656-ban, az 1794-es ostrom során az orosz hadsereg tömegmészárlást hajtott végre a jobbparti városrész, Praga lakossága között. Azonban mindez eltörpül a II. világháború szenvedéseihez képest.
1945. január 17-én a szovjetek elérték Varsó bal parti részét és február 1-jén kikiáltották a Lengyel Népköztársaságot. Egyszerre megalakult a Főváros Újjáépítése Irodája. Az Irodában dolgozó építészek úgy döntöttek, hogy Varsót modern stílusban kell újjáépíteni, azaz szélsőségesen funkcionális szellemben, nagy szabad térségekkel; ezért leromboltatták a jó állapotban levő épületeket is, amelyek még újjáépíthetőek lettek volna. Szerencsére sok műemléket sikerült megmenteni: 1953-ban újjáépítették az Óvárost és Királyi utat (az Óvárosból Wilanówba vezető út, Varsó legreprezentatívabb utcája: többek között Krakowskie Przedmieście, Nowy Świat, Aleje Ujazdowskie környékével) ugyanolyanra, amilyen a háború előtt volt. Ezt tájképek (pl. Canaletto képei) tették lehetővé. Az ebben a stílusban újjáépített házakban a dolgozó nép telepedett le, akik nem mindig gondoskodtak az állagmegóvásról. A kormány még nem döntött a Király Vár bonyolult és nagyon drága újjáépítéséről.
A háború után Varsó újjáépült, újra benépesült. A történelmi városrész legfontosabb épületeit (némelyiket az alapoktól) helyreállították, de Varsó barokk jellege örökre elveszett. Teljesen új építmények is létrejöttek, amelyek nem léteztek a háború előtt: a W-Z út (a „W-Z” a „wschód-zachód”, 'kelet-nyugat' rövidítése), az alagút az Óváros alatt (1949); MDM lakótelep – a szocreál építészet klasszikus példája (1952); a Kultúra és Tudomány Palotája (PKiN – Pałac Kultury i Nauki) – ebben az időben a második legmagasabb építmény Európában, a szovjet jelenlét szimbóluma, nagyon hasonló a moszkvai ún. Hét nővérhez (1955); az Évtized Stadionja (1955). Különösen az MDM és a PKiN építései követelték meg létező házak lerombolását, megjegyzendő azonban, hogy a mai Varsóé Európa egyik legjobb közlekedési rendszere (az utcák rossz állapotát és rosszul tervezett útkereszteződéseket nem számítva), ami csak a házak lerombolásával volt lehető.
1951-ben ismét jelentősen megnagyobbították a Varsó területét: 411 km², az előző, 118 km²es terület több mint háromszorosa lett. 1957-ben hozzácsatolták Rembertówot, ez is növelte a területét 19 km²-rel.
A sztálinizmus Lengyelországban – ahogyan a Szovjetunióban is – 1956-ig tartott. A SZKP XX. Kongresszusa közben (márciusban) a sztálinizmussal együtt Bolesław Bierut, a Lengyel Egyesült Munkáspárt első titkára is meghalt, valószínűleg szívinfarktusban. Az új főtitkár, Władysław Gomułka már októberben támogatta a Kultúra és Tudomány Palotája előtti népgyűlésen a rendszer liberalizációját, az ún. olvadást. Gomułka eleinte nagy népszerűséget élvezett, mert sokat ígért és mert ő is megjárta a börtönt az 1940-es évek végén, de népszerűsége gyorsan csökkent, mikor fokozatosan szigorította belpolitikáját. 1968 januárjában megtiltotta színre vinni a Dziadyt, Adam Mickiewicz drámáját, amelyben sok oroszellenes utalás volt. Ez volt az „utolsó csepp, amitől kicsordult a pohár”: a varsói utcákon egyetemi diákok kezdtek tüntetni a Mickiewicz-emlékműnél a cenzúra ellen. A tiltakozások kiterjedtek az egész országra, a diákokat a rendőrség letartóztatta. A diákokat a munkások ekkor még nem támogatták, de két évvel később, amikor 1970 decemberében a hadsereg rálőtt a tiltakozó munkásokra Gdańskban, Gdyniában és Szczecinben, ezek a társadalmi csoportok már együttműködtek, és Gomułka lemondásra kényszerült.
Gomułka utódja Edward Gierek volt. A fejlődés szempontjából „szürke” Gomułka-idővel ellentétben a Gierek-idő elég látványos eredményekkel járt Varsóban is. Gierek a kezdetektől fogva egyetértett a varsói Királyi Vár újjáépítésével (Gomułka ezt élete végéig ellenezte, mert vélte, hogy a Királyi Vár a burzsoázia és feudalizmus idejének a szimbóluma). Az újjáépítést 1971-ben kezdték el és 1974-ben fejezték be. Ebben az évben még egy nagy építmény készült el: a Trasa Łazienkowska („Łazienkowska út”), az az út és híd, amely összeköti a Nyugati pályaudvar környékét a Varsó–Siedlce úttal (Grochów lakótelep); a következő évben pedig a Központi Pályaudvar, ami ma a legnagyobb varsói pályaudvar. 1976-ban megnyitották a modern, kétsávos utat Varsó és Katowice között. De a Gierek-korszak jóléte törékeny alapokon állt: Gierek sok hitelt vett fel külföldről és nem tudott gazdálkodni ezekkel, emiatt időnként válságokra és munkástüntetésekre került sor. Az első komolyabb ilyen 1976-ban zajlott, amikor Radomban és Ursusban sztrájkoltak a munkások; utóbbi város határos volt Varsóval nyugaton, egy ma is létező nagy traktorgyár állt itt. Ursust büntetésül hozzákapcsolták Varsó Ochota kerületéhez; Varsó 10 km²-rel nőtt meg.
1976-tól fogva egyre rosszabb volt a helyzet. Megalakult a Szolidaritás. Giereknek 1980-ban le kellett mondania. A helyzet olyan tragikus volt (válság, sztrájkok), hogy 1981. december 13-án az Államtanács (Lengyelországban 1952–1989 között az államelnök megfelelője) bevezette a hadiállapotot. Az előző éjszakán a Biztonsági Szolgalát (SB) internálta Varsóban a Szolidaritás ezer tagját. A szakszervezet pacifikációjában részt vevő összes erők 25%-át a varsói utcákra küldték a kommunisták.
A 80-as évek nagy válsága 1989-ben befejeződött. Februártól áprilisig a Kerekasztal vitái folytak a varsói Namiestnikowski palotában (a II. világháború előtt a kormány és miniszterelnök, 1993-tól a köztársasági elnök székhelye). A Kerekasztal jelentette a kommunizmus végét Lengyelországban és Európában is. A rendszerváltás után Varsó visszaszerezte saját önkormányzatát a Varsó rendszeréről törvény értelmében, amelyet a Szejm 1990. május 18-án vezetett be.
1980-ban a varsói Óvárost a UNESCO a Világörökség részévé nyilvánította.